# アンナ・ソフィー・ア・ダンマーク
アンナ・ソフィー・ア・ダンマーク（丁:Anna Sophie af Danmark, 1647年9月1日 - 1717年7月1日）は、デンマークの王族。デンマーク＝ノルウェー王フレゼリク3世とその妃でカレンベルク侯ゲオルクの娘であるゾフィー・アマーリエの間の長女で、ザクセン選帝侯ヨハン・ゲオルク3世の妃。

## 生涯
両親の第2子、長女としてシュレースヴィヒのフレンスブルクで生まれた。兄に父の後継者となったクリスチャン5世、弟にイギリス女王アンの夫君ヨアン、妹にプファルツ選帝侯カール2世の妃ヴィルヘルミーネ、スウェーデン王カール11世の妃ウルリカ・エレオノーラがいる。アンナ・ソフィーは高度な教育を受け、母語のデンマーク語だけでなくドイツ語、ラテン語、フランス語、スペイン語、イタリア語も理解した。黒々した濃い眉毛と長く曲がった鼻が容姿の特徴だった。
1666年10月9日、アンナ・ソフィーは当時はザクセン選帝侯の世継ぎ公子だったヨハン・ゲオルク3世と結婚し、間に2人の息子ヨハン・ゲオルク4世とフリードリヒ・アウグスト1世をもうけた。夫は複数の愛妾を囲い、中には夫の子供を産んだ者もいた。アンナ・ソフィーエは2人の息子をデンマークから連れてきた女官に育てさせた。
夫のヨハン・ゲオルク3世が1692年に死んで長男のヨハン・ゲオルク4世が即位すると、アンナ・ソフィーはヨハン・ゲオルク4世とその愛妾マグダレーナ・ジビッレ・フォン・ナイトシュッツ（ビッラ）との仲を裂こうと画策した。ビッラはヨハン・ゲオルク3世の愛妾ウルズラ・フォン・ハウクヴィッツの産んだ娘で、ヨハン・ゲオルク4世とは異母兄妹だと考えられていたのである。アンナ・ソフィーは長男をザクセン＝アイゼナハ公女エレオノーレと無理やり結婚させたが、ヨハン・ゲオルク4世はビッラとの同棲生活をやめなかった。ヨハン・ゲオルク4世とビッラは1694年に天然痘で相次いで急死し、次男フリードリヒ・アウグストが選帝侯位を継いだ。
1696年生まれの孫フリードリヒ・アウグスト2世を養育しながら晩年を過ごし、1717年にプレッティンで亡くなった。

## 子女
- ヨハン・ゲオルク4世（1668年 - 1694年） - ザクセン選帝侯
- フリードリヒ・アウグスト1世（1670年 - 1733年） - ザクセン選帝侯、ポーランド王